# Hashiwokakero

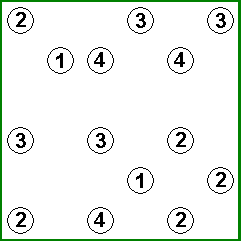
Voorbeeldpuzzel

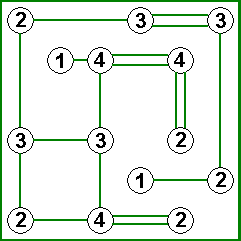
De oplossing van bovenstaande puzzel

Hashiwokakero, ook wel bruggen bouwen genoemd, is een logische puzzel bedacht door de Japanse puzzeluitgever Nikoli. Het stond geregeld in het puzzelblad Breinbrekers.
De puzzel bestaat uit een serie eilanden (cirkels) met in elk eiland een nummer. De bedoeling is lijnen te trekken tussen deze eilanden zodat aan de volgende voorwaarden wordt voldaan:
- Elke lijn verbindt twee eilanden met elkaar, horizontaal of verticaal.
- Lijnen mogen elkaar niet kruisen.
- Tussen twee eilanden mogen niet meer dan twee lijnen geplaatst worden.
- Het aantal lijnen dat vanuit een eiland vertrekt moet gelijk zijn aan het nummer op dat eiland.
- Ieder eiland moet vanuit ieder ander eiland bereikbaar zijn; dat wil zeggen: de eilanden vormen één enkele groep.